# Nazım Hikmet
Nazım Hikmet (Salonika, 15 januari 1902 - Moskou, 3 juni 1963), ook geschreven als Nâzim Hikmet, was een Turkse dichter, toneelschrijver, romanschrijver en memoireschrijver die in Turkije wordt gezien als de eerste en belangrijkste hedendaagse Turkse dichter en wordt wereldwijd gezien als een van de grootste internationale dichters van de 20e eeuw.
Tijdens de Eerste Wereldoorlog begint hij in Istanboel gedichten te schrijven. De bezetting van Istanboel door de geallieerden markeert hem en later sluit hij zich aan bij een verzetsbeweging. Hij studeert politieke economie aan de universiteit en moet omwille van zijn communistische gedachtegoed uit Turkije vluchten. 
In 1928 keert hij terug en wordt in 1938 opgepakt en veroordeeld tot een gevangenisstraf van 28 jaar; zijn boeken zouden aanzetten tot ongehoorzaamheid en rebellie. In gevangenschap zal hij zijn belangrijkste werk, m.n. "Mensenlandschappen" schrijven. In 1950 komt hij eindelijk vrij en vlucht naar de Sovjet-Unie. In 1963 sterft hij er en wordt in Moskou begraven.
Op 25 juni 1951 werd zijn Turks staatsburgerschap ingenomen door de Turkse staat. Pas 58 jaar later, op 5 januari 2009, werd hij -postuum- weer Turks staatsburger, omdat de ministerraad het besluit uit 1951 heeft opgeheven.
- Bibsys: 90198422
- Biblioteca Nacional de España: XX970824
- Bibliothèque nationale de France: cb119174763 (data)
- CiNii: DA07123734
- Gemeinsame Normdatei: 118550888
- International Standard Name Identifier: 0000 0000 8167 9529
- Library of Congress Control Number: n80123362
- Nationale Bibliotheek van Letland: 000021829
- MusicBrainz: 1c86b364-6e85-460b-b71e-ee18b3febce0
- Bibliotheek van het Japanse parlement: 00522604
- Nationale Bibliotheek van Tsjechië: jn19990003502
- Nationale Bibliotheek van Israël: 987007265814305171
- Nationale Bibliotheek van Polen: a0000002752089
- Nederlandse Thesaurus van Auteursnamen: 068714912
- Istituto Centrale per il Catalogo Unico: CFIV107690
- LIBRIS: 60857
- Système universitaire de documentation: 086228390
- TDVİA: nazim-hikmet
- Trove: 866386
- Virtual International Authority File: 95267715